# Salmisaari (ö i Norra Savolax, Kuopio, lat 62,93, long 27,81)
Salmisaari är en ö i Finland. Den ligger i sjön Juurusvesi och Akonvesi och i kommunen Kuopio i den ekonomiska regionen  Kuopio ekonomiska region  och landskapet Norra Savolax, i den centrala delen av landet, 300 km nordost om huvudstaden Helsingfors. Öns area är 1,4 hektar och dess största längd är 350 meter i sydöst-nordvästlig riktning.